# 280年
| 千纪： | 1千纪                                                                                           |
| 世纪： | 2世纪 \| 3世纪 \| 4世纪                                                                         |
| 年代： | 250年代 \| 260年代 \| 270年代 \| 280年代 \| 290年代 \| 300年代 \| 310年代                       |
| 年份： | 275年 \| 276年 \| 277年 \| 278年 \| 279年 \| 280年 \| 281年 \| 282年 \| 283年 \| 284年 \| 285年 |
| 纪年： | 庚子年（鼠年）；东吴天纪四年；西晋咸寧六年，太康元年                                            |

## 大事记
- 中国
  - 西晋灭东吴，东吳末帝孫皓投降西晉，三國時代結束。
  - 西晋皇帝司馬炎頒行戶調式等法律制度，包括占田制、戶調制和品官占田蔭客制。
- 歐洲
  - 羅馬帝國皇帝普羅布斯平定帝國西部和東部的數場叛亂。

## 各国领袖

### 亞洲
- 中國
  - 西晋皇帝：晋武帝司马炎（265年－290年）
  - 孙吴皇帝：吴末帝（乌程侯）孙皓（264年－280年）
- 拓跋部 - 拓跋悉鹿，鲜卑大人（277年－286年）
- 铁弗 - 誥升爰，鲜卑大人（272年－309年）
- 南匈奴 - 劉淵，左部帅（279年－304年）
- 朝鲜半岛（朝鲜三国时代）
  - 百济 - 古尔王，百济王 （234年－286年）
  - 伽耶 - 麻品王，伽耶君主（259年－291年）
  - 高句丽 - 西川王，高句丽王（270年－292年）
  - 新罗 - 味邹尼師今，新罗王（262年－284年）
- 亚美尼亚- 梯里达底三世，亚美尼亚王（252年－287年）
- 伊比利亚 - Aspacures一世，伊比利亚国王（265年－284年）
- 巴克特里亞与健馱邏國- Hormizd一世（265年－295年）
- 波斯萨珊王朝 - 巴赫拉姆二世，波斯国王（276年－293年）
- 印度笈多王朝 - 
  1. 室利笈多（英语：Gupta (king)），笈多国王（240年－280年）
  2. 瓶首王（英语：Ghatotkacha (king)），笈多国王（280年－319年）
- 泰米尔哲罗王朝 - Perumkadungo（257年－287年）
- 西薩特拉普王朝- Bhratadaman（278年－295年）

### 欧洲
- 罗马帝国 - 马库斯·奥里利乌斯·普罗布斯，罗马皇帝（276年－282年）
  - 萨图尼努斯（280年，自立为帝，被士兵所杀）
  - 普罗库鲁斯（280年，争位者，被普罗布斯所杀）
  - 博诺苏斯（280年，自立为帝，被普罗布斯击败，自杀）

### 非洲
- 库施王朝 - Malegorobar（266年－283年）
- 阿克苏姆王国王朝 - Endubis（c.270－c.300年）

## 逝世
- 張悌，東吳將領，晉滅吳之戰中戰死。
- 孫震，東吳將領，晉滅吳之戰中被俘處死。
- 孫歆，中国三国武将。孫賁之孫，孫鄰之子，晉滅吳之戰中被俘處死。
- 岑昏，吴末帝孙皓的佞臣，由于晋伐吴大军节节胜利，东吴群臣数百人叩头请求孙皓杀岑昏，孙皓被迫答应。
- 胡威，三國時曹魏官員胡質之子。